# 龐蒂亞克 (印地安納州)
龐蒂亞克（英語：Pontiac）是位於美國印地安納州克萊縣的一個非建制地區。該地的面積和人口皆未知。

## 地理
龐蒂亞克的座標為39°35′25″N 87°07′07″W / 39.59028°N 87.11861°W，而該地的平均海拔高度為210米（即689英尺）。